# Aglaia smithii
Aglaia smithii är en tvåhjärtbladig växtart som beskrevs av Sijfert Hendrik Koorders. Aglaia smithii ingår i släktet Aglaia och familjen Meliaceae. Inga underarter finns listade i Catalogue of Life.